# ليون فان بون
ليون فان بون (بالهولندية: Léon van Bon) مواليد 28 يناير 1972 في خيلدرلند، هولندا، هو دراج هولندي سابق في صنف سباق الدراجات على الطريق. سبق أن شارك في دورة الألعاب الأولمبية الصيفية وفاز بميدالية أولمبية.

## سجل النتائج

### سباقات أو مراحل فاز بها
- طواف فرنسا
- طواف إسبانيا
- بطولة العالم لسباق الدراجات على الطريق
- طواف سويسرا

## الميداليات
| الميدالية | المسابقة                       |
| --------- | ------------------------------ |
| فضية      | الألعاب الأولمبية الصيفية 1992 |

## روابط خارجية
- ليون فان بون على موقع الاتحاد الدولي للدراجات (الإنجليزية)
- ليون فان بون على موقع أرشيف الدراجات (الإنجليزية)
- ليون فان بون على موقع إحصائيات الدراجات الإحترافية (الإنجليزية)
- ليون فان بون على موقع نسبة الدراجات (الإنجليزية)
- ليون فان بون على موقع CycleBase (الإنجليزية)
- ليون فان بون على موقع أوليمبيديا (الإنجليزية)